# آمیدزدایی

واکنش آمیدزدایی Asn-Gly (بالا سمت راست) به Asp-Gly (در سمت چپ) یا iso(Asp)-Gly (به رنگ سبز در پایین سمت راست).

آمیدزدایی(به انگلیسی: Deamidation) یک واکنش شیمیایی است که در آن یک گروه عاملی آمید در زنجیره جانبی اسیدهای آمینه آسپاراژین یا گلوتامین حذف شده یا به یک گروه عملکردی دیگر تبدیل می‌شود. به‌طور معمول، آسپاراژین به اسید آسپارتیک یا ایزواسپارتیک اسید تبدیل می‌شود. گلوتامین به گلوتامیک اسید یا پیروگلوتامیک اسید (۵-اکسوپرولین) تبدیل می‌شود. این واکنش‌ها در یک پروتئین یا پپتید از اهمیت بالایی برخوردار هستند، زیرا ممکن است ساختار، پایداری یا عملکرد آن‌ها را تغییر دهند و منجر به تخریب پروتئین شوند.